# 威廉·佩里
威廉·佩里（英語：William James Perry，1927年10月11日—）是美国的数学家、工程师、商人和公务员，1993至1994年担任美国国防部副部长，1994至1997年担任美国国防部长。

## 外部連結
- Official site, William J Perry Project （页面存档备份，存于）
- C-SPAN內的頁面（英文）
- Lessons in Leadership （页面存档备份，存于）, podcast of William Perry speaking at Stanford University